# 广州市天河第一小学
广州市天河第一小学，简称天一，位于广州市天河区珠江新城。2019年广州市天河区先烈东小学华利校区改名而成，有华利路校区和华穗路校区两个校区。天河第一小学总占地面积约1.8万平方米，其中华穗校区占地面积1.2万平方米。

## 相关事件

### 2024年持刀袭击事件
2024年10月8日14时许，一名60岁赵姓男子在天河区华强路（广州市天河第一小学华穗路校区附近）持刀伤人，2名小学生、1名照顾小孩的阿姨受伤。